# Hersilia striata
Hersilia striata là một loài nhện trong họ Hersiliidae.
Loài này thuộc chi Hersilia. Hersilia striata được miêu tả năm 1985 bởi Wang & Yin.